# Sottomarino a comando remoto

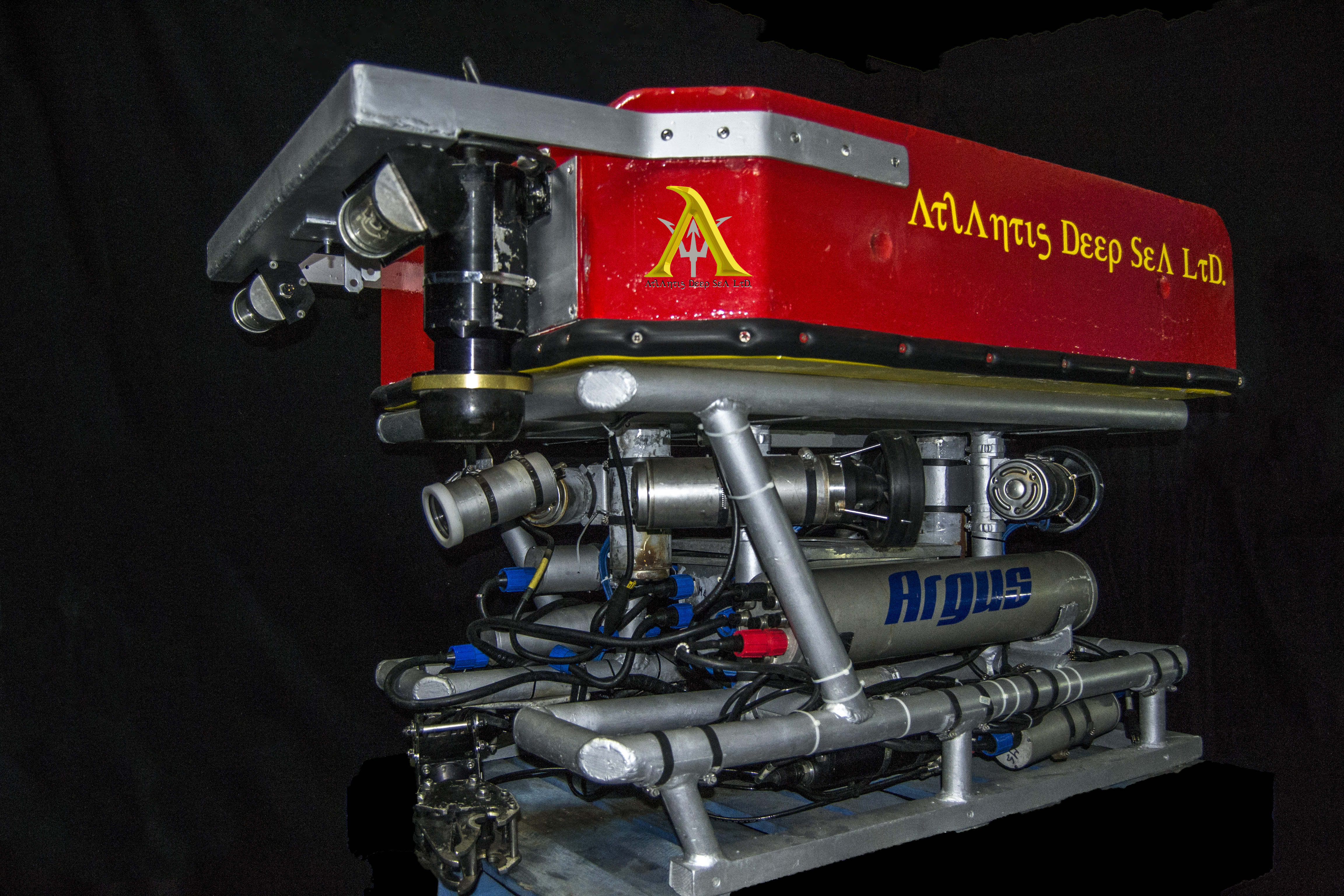
ROV Classe II, usato nel campo petrolifero per ispezioni, survey, supporto diver e lavori di costruzione

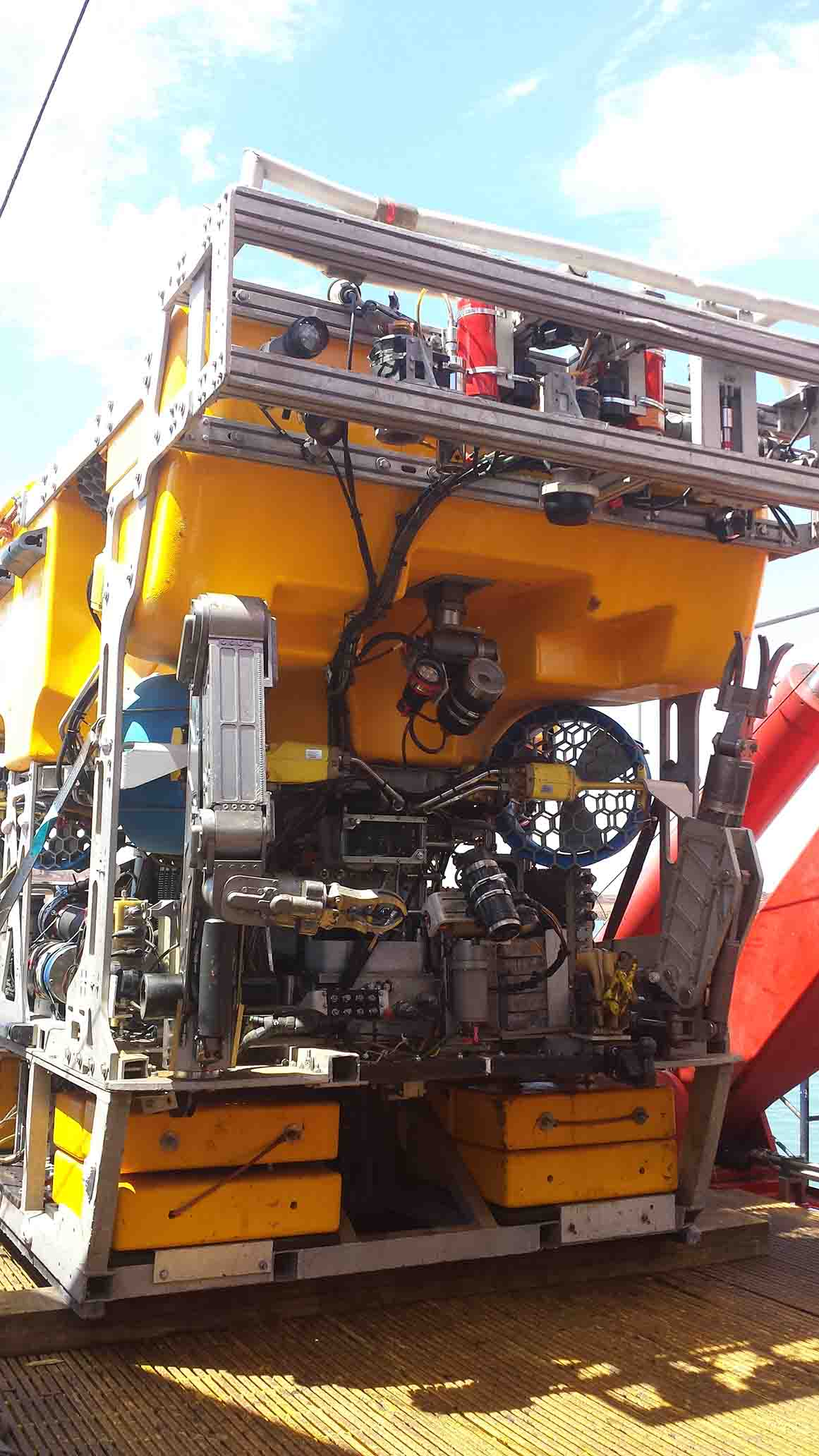
Un ROV di classe III, capace di portare a termine lavori altamente professionali a grandi profondità

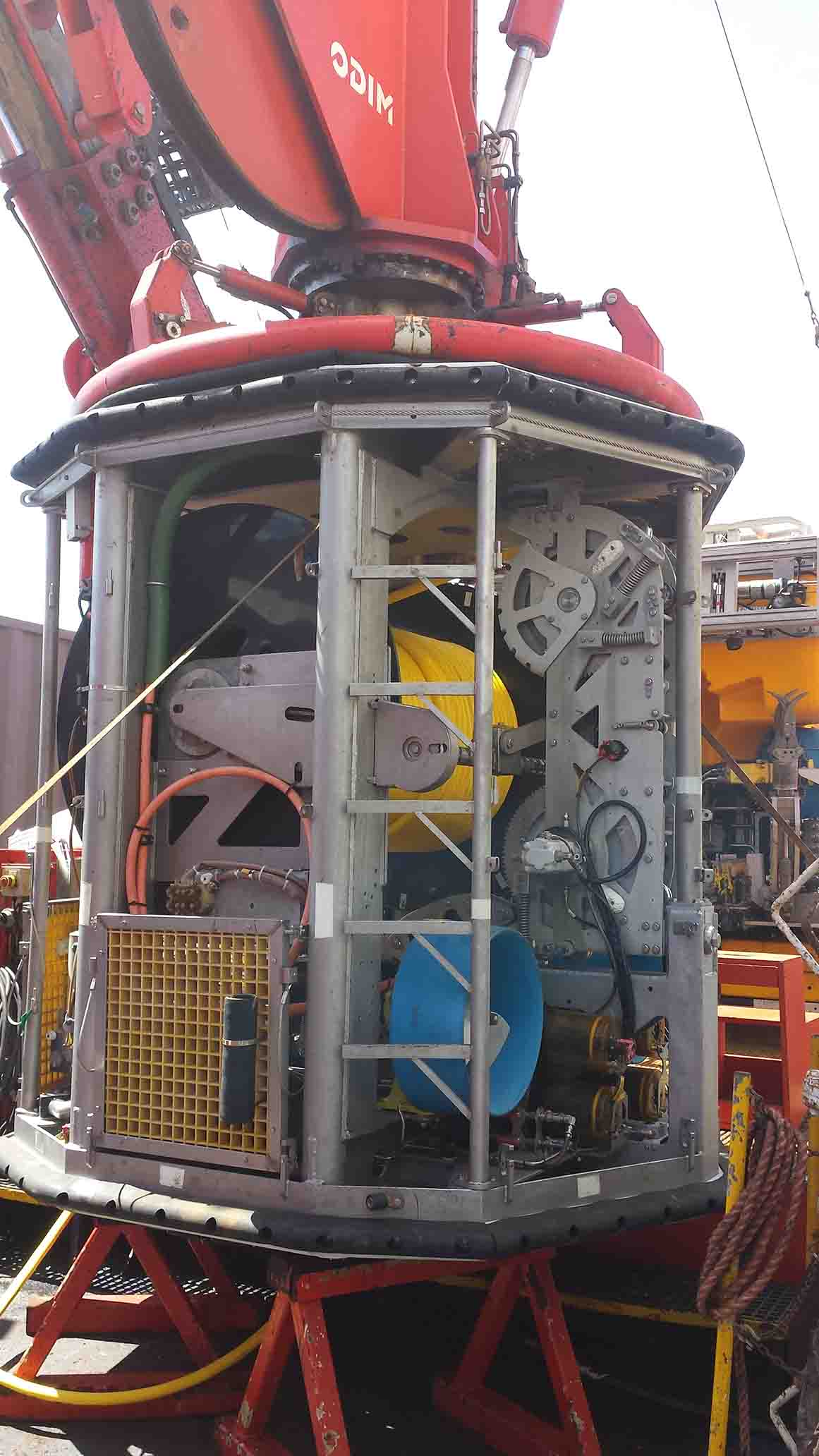
Tether Management System, un sistema idraulico di gestione dell'ombelicale

Un sottomarino a comando remoto (anche indicato con l'acronimo inglese ROV, remotely operated vehicle) è un veicolo sottomarino senza equipaggio pilotato da una postazione remota, che garantisce la sicurezza del pilota. Di solito ad un ROV viene associato un sistema di lancio e recupero chiamato LARS (Launch And Recovery System) e un TMS (Tether Management System) che serve a gestire il tether (ossia l'ombelicale del ROV) in profondità. I ROV sono solitamente usati in pozzi petroliferi e acque molto profonde, la cui pressione sarebbe mortale per il pilota a bordo.

## Storia
Il primo veicolo capace di navigare sott'acqua fu un torpedo, parte del programma PUV (Programmed Underwater Vehicle) costruito da Luppis-Whitehead Automobile in Austria nel 1864, ma il primo veicolo che si possa definire "a comando remoto", in quanto dotato di ombelicale, fu il POODLE, costruito da Dimitri Rebikoff nel 1953. La marina degli Stati Uniti è stata un pioniere nello sviluppo e costruzione dei primi ROV, inizialmente usati per la ricerca e il recupero di ordigni subacquei. 
Nel 1960 la US Navy finanziò il primo progetto basato sui ROV, chiamato CURV (Cable-Controlled Underwater Recovery Vehicle, ossia "veicolo subacqueo controllato con un cavo"); questo progetto diede la possibilità di portare a termine importanti missioni e salvataggi, come ad esempio il recupero della bomba nucleare B28RI persa nello schianto di un B-52 nel Mar Mediterraneo al largo della Spagna nel 1966 e il salvataggio dei piloti del sommergibile PISCES III da parte del ROV CURV III nel 1973, che dopo essersi infossato al largo dell'Irlanda aveva lasciato pochi minuti di aria all'equipaggio. Il ROV in quell'occasione fu usato per attaccare un cavo di acciaio al sommergibile e riportarlo in superficie.
Il passo successivo fu promuovere questa tecnologia nell'oil&gas. A sostenere questo cammino furono delle imprese commerciali che hanno visto il futuro dei ROV in operazioni petrolifere offshore. Partendo da questa base di tecnologia l'industria oil&gas creò una classe di ROV che potesse aiutare lo sviluppo di giacimenti di petrolio in offshore. 
Due dei primi ROV sviluppati per il lavoro offshore erano l'RCV-225 e l'RCV-150 sviluppato da HydroProducts negli USA. Dal 1980 i ROV sono diventati essenziali per lo sviluppo ad alta profondità dei giacimenti petroliferi; infatti grazie alle moderne tecnologie i ROV sono in grado di lavorare fino a 10.000 m di profondità.

## Classi
L'International Marine Contractors Association (IMCA) riconosce cinque classi ROV. 
Classe I
ROV da ispezione chiamati anche EYEBALL. Sono ROV di piccole dimensioni completamente elettrici, spesso equipaggiati con una telecamera, un piccolo manipolatore elettrico e, se il lavoro lo richiede, una sonda per rilevare la protezione catodica nelle strutture delle piattaforme. Come già detto l'uso a cui viene spesso destinata questa classe ROV è l'ispezione visiva e catodica delle piattaforme, grazie alle sue dimensioni ridotte e la semplicità di pilotaggio all'interno delle strutture. Negli ultimi anni sono stati anche adoperati per l'ispezione di condutture, tubazioni e anche nelle fish farm. Questi ROV possono arrivare ad una profondità massima di 300 m e hanno un potenziale di sollevamento che può arrivare a 10 kg.
Classe II
ROV da ispezione e da lavori leggeri. Sono ROV di medie dimensioni che possono arrivare a pesare anche 500kg. Possono essere equipaggiati con una o più camere, sensori di navigazione per il rilevamento e la scansione del fondale marino, manipolatori idraulici usati per lavori semplici. Per il suo modesto peso questa classe ROV viene spesso associata ad un sistema di lancio (LARS) che serve per mettere in acqua il ROV e recuperarlo quando termina il lavoro. L'uso a cui viene destinato questa classe ROV è l'ispezione di piattaforme petrolifere, assistenza ai sommozzatori, scansione del fondale marino e piccoli lavori di costruzione, come ad esempio l'apertura o chiusura di valvole marine. La profondità massima a cui possono arrivare questi veicoli è di 3.000 m.
Classe III
ROV da lavoro o Work Class. Sono ROV di notevoli dimensioni e il più delle volte sono completamente idraulici; la parte elettronica, invece, è chiusa in pod (recipienti) riempiti di olio per compensare la pressione esterna della profondità marina; questi ROV possono arrivare fino a 10.000 m di profondità. Le compagnie petrolifere sfruttano la loro potenza idraulica per la costruzione o il mantenimento di campi petroliferi ad elevate profondità. Un layout standard di un Work Class è composto da tre o quattro telecamere (spesso camere HD), un motore da 3 KW di potenza, una pompa idraulica da 200 Hp che alimenta i thruster di direzione (motori con eliche) e manipolatori. Per il loro elevato payload vengono spesso equipaggiati con molteplici sensori per la scansione del fondale marino, che serviranno per disegnare carte marine dei campi petroliferi.
Classe IV
I trencher sono una classe di ROV scavatori. Sono mezzi molto voluminosi, equipaggiati spesso con cingoli, sistema sonar e camere. Questi ROV hanno un ombelicale molto rigido, ed è per questo che solitamente si poggia sul fondale marino e poi viene trainato dalla nave. Il principale uso a cui è destinato questo ROV è l'interramento di tubazioni marine.
Classe V
La classe V è destinata ai ROV che sono in via di sviluppo e agli AUV, acronimo di Autonomous Underwater Vehicle; sono veicoli senza ombelicale che non vengono pilotati da un uomo ma vengono programmati e poi messi in acqua; una volta in azione questi veicoli seguono delle rotte programmate. Il loro utilizzo principale è la scansione del fondale marino.